# Льдогенератор
Льдо́генера́тор, также ледогенератор — вид профессионального технологического оборудования, а также бытовой прибор, предназначенный для автоматического изготовления пищевого льда. Искусственный лёд повсеместно используется для изготовления коктейлей и для охлаждения продуктов питания.
Для хранения готового пищевого льда используют специальные бункеры, которые могут быть встроены в данный холодильный агрегат, либо же быть автономными. Встроенные бункеры, как правило, используются в льдогенераторах с невысокой производительностью (до 100 кг в сутки).

## История
14 июля 1850 года американский врач Джон Горри продемонстрировал своё изобретение — первый льдогенератор, а также непосредственно сам процесс получения искусственного льда. В этом агрегате Джон Гори использовал технологию компрессионного цикла, которая и сейчас применяется для производства холодильных камер и морозильников.
В середине XIX века торговля пищевым льдом, который в основном добывался на севере Америки, стала сверхприбыльным делом. Именно поэтому все попытки наладить массовое производство льдогенераторов упирались в монополию продавцов натурального льда. По мере роста технического прогресса и расширения границ городов, добыча льда стала постепенно снижаться, так как все меньше оставалось незагрязнённых источников чистого льда. При этом, наблюдался повышенный спрос на качественный пищевой лед. Таким образом, у инвесторов появился стимул вкладывать инвестиции в развитие технологий производства искусственного льда.
Конкуренция между поставщиками натурального и искусственного льда продолжалась вплоть до первой мировой войны. В 1930 году в продажу поступили первые бытовые холодильные агрегаты, прототипы современных льдогенераторов, которые положили конец добыче и продаже добытого натурального льда.

## Принцип работы
Общий принцип работы генераторов льда одинаков для моделей всех производителей:
- Вода под напором, который создается помпой, проникает в испаритель и намерзает на его гранях.
- Затем кубики или пирамидки откалываются от форм посредством горячего пара. Что касается чешуек или гранул, то они формируются ножами.
- Получаемый лед скапливается в специальном бункере, на индикаторе которого показывается количество готового продукта.
- Функционирование водяной помпы, холодильного агрегата, а также клапана подачи воды контролируется реле времени, отключающим оборудование при полном наполнении бункера и вновь включающим его, когда уменьшается количества льда в нём.

## Виды льдогенераторов
Различают льдогенераторы промышленные и бытовые. Промышленные льдогенераторы могут быть со встроенным холодильным агрегатом, с выносным агрегатом, с водяным или воздушным охлаждением конденсатора.
Классификация льдогенераторов:
По типу установки
- напольные агрегаты. Напольные модели, как правило, устанавливают на больших пищевых производствах, где необходимо большое количество пищевого льда. Такие льдогенераторы требуют подключения к водопроводу и канализации, кроме того, для них рекомендуется использовать фильтры для очистки воды от нежелательных примесей.
- настольные модели. Настольные льдогенераторы находят практическое применение в небольших заведениях общепита и предприятий торговли. Благодаря компактным размерам, такие модели могут устанавливаются на столы или другое технологическое оборудование. Как правило, они не требуют подключения к водопроводу и канализации.

По типу залива воды
- Льдогенераторы заливного типа — холодильный агрегат, в котором подача воды для производства пищевого льда происходит путём залива воды в специальную ёмкость.
- Льдогенераторы, в которых вода подается централизованно. Рекомендуется использовать смягчители воды, а также фильтры очистки воды.

По виду производимого льда
Он может быть изготовлен в виде кубиков, гранул, конусов, цилиндров или чешуек. Каждый льдогенератор производит лед только определённой формы
По типу охлаждения агрегата
- водяное охлаждение. Используется в помещениях с нехваткой места для свободной циркуляции воздуха вокруг аппарата. Больший расход воды, соответственно, более затратный льдогенератор.
- воздушное охлаждение.